# Frenada del peu esquerre
La frenada del peu esquerre és una tècnica de conducció que consisteix a prémer el pedal del fre en un cotxe amb el peu esquerre, deixant el peu dret per accionar el pedal del gas. Contrasta amb la pràctica de deixar que el peu dret subjecti l’accelerador i el fre, mentre que l'esquerra s'encarrega de prémer l'embragatge..

## Ús
La frenada del peu esquerre, generalment utilitzada pels pilots esportius professionals, s'utilitza per eliminar el temps que el peu dret es mou entre el pedal del fre i l’accelerador. Aquesta tècnica també es pot utilitzar per controlar les transferències de càrrega.

## Conducció diària
tècnica en la conducció diària, és difícil aconseguir la sensibilitat necessària per frenar suaument quan una persona fa temps que està acostumada a accionar l'embragatge (pedal que en general s'ha de prémer amb molta més energia en comparació al del fre) amb el peu esquerre. A més, es pot confondre amb els diversos pedals quan es passa d’un vehicle amb transmissió automàtica a un de manual. Una altra contraindicació ve donada pels sistemes de frenada d'emergència assistida (BAS), presents en gairebé tots els sistemes ABS, que interpreten el pas sobtat de la pressió de l'accelerador al fre com a frenada d'emergència, pressionant independentment el pedal fins a la màxima potència.